# Inu-Oh
Inu-Oh (犬王?) es una película  animada y musical japonesa dirigida por Masaaki Yuasa y producida por Science SARU. Basada en la novela Tales of the Heike: Inu-Oh de Hideo Furukawa, la película está ambientada en el Japón del siglo XIV y se centra en la amistad entre Inu-Oh, un bailarín nacido con características físicas únicas, y Tomona, un músico ciego. Ostracizados por la sociedad debido a sus diferencias físicas, Inu-Oh y Tomona, sin embargo, utilizan sus habilidades artísticas para impulsarse al estrellato.
Inu-Oh se estrenó en el 78.º Festival Internacional de Cine de Venecia en septiembre de 2021 y la película se estrenó en Japón en mayo de 2022.

## Producción
La novela Tales of the Heike: INU-OH de Hideo Furukawa se publicó en Japón en 2017. Al adaptar esta historia sobre la antigüedad, el director Masaaki Yuasa describió la película como una historia con paralelismos y relevancia para la actualidad, una historia que pregunta "si alinearse con el destino y la moda para alcanzar la gloria, o renunciar a la recompensa para vivir de acuerdo con tus creencias". La película fue compuesta por el compositor y multiinstrumentista Otomo Yoshihide. La banda sonora de la película se lanzó el 25 de mayo y presenta canciones originales interpretadas en personaje por Avu-chan y Moriyama, así como música intersticial instrumental interpretada por Otomo. Las canciones originales fueron escritas por Avu-chan, Otomo, el director Masaaki Yuasa y el músico de la banda sonora Yohei Matsui. Los diseños de personajes fueron creados por el autor de manga, Taiyō Matsumoto.

## Estreno
Inu-Oh tuvo su estreno mundial en el Festival Internacional de Cine de Venecia el 9 de septiembre de 2021. La película fue la primera película animada japonesa dibujada a mano que se proyectó en competencia en la categoría Horizons del festival. Posteriormente, la película se proyectó en el Festival Internacional de Cine de Toronto de 2021, donde hizo su debut en América del Norte. Inu-Oh tuvo su estreno japonés en el Festival Internacional de Cine de Tokio el 3 de noviembre de 2021. La película recibió un estreno amplio en cines en Japón el 28 de mayo de 2022, con Asmik Ace y Aniplex como co-distribuidores.

## Premios y nominaciones
| Año  | Premio                                   | Categoría                                                           | Nominados | Resultado | Ref.   |
| ---- | ---------------------------------------- | ------------------------------------------------------------------- | --------- | --------- | ------ |
| 2021 | Bucheon International Animation Festival | Competencia Internacional: Película - Premio de Distinción Especial | Inu-Oh    | Ganadora  | [ 9 ]  |
| 2022 | Fantasia International Film Festival     | Premio Satoshi Kon a la mejor película de animación                 | Inu-Oh    | Ganadora  | [ 10 ] |
| 2022 | Premios Satellite                        | Mejor película o corto animado                                      | Inu-Oh    | Pendiente | [ 11 ] |
| 2022 | Florida Film Critics Circle              | Mejor película animada                                              | Inu-Oh    | Nominada  | [ 12 ] |
| 2023 | Premios Globo de Oro                     | Mejor película animada                                              | Inu-Oh    | Nominada  | [ 13 ] |
| 2023 | Premios de cine de Mainichi              | Premio Ōfuji Noburō                                                 | Inu-Oh    | Pendiente | [ 14 ] |